# Midnight Oil (album)
Pour le groupe, voir Midnight Oil.
Albums de Midnight Oil
Head Injuries
(1979)
Midnight Oil est le premier album du groupe éponyme de rock australien sorti en novembre 1978 sur le label indépendant Powderworks, fondé par le groupe et son manager Gary Morris, qui le distribue en Australie et en Nouvelle-Zélande. Il est plus tard distribué à l'international par CBS et Columbia.
L'album, au son très brut, ne parvient pas, selon les critiques, à rendre l'énergie du groupe sur scène. Il se classe à la 43e place des charts australiens.
Le titre Run by Night, extrait en single en décembre 1978, n'obtient qu'une modeste 100e place en Australie.   

## Liste des titres
| 1. | Powderworks     | - Rob Hirst - Andrew James - Jim Moginie - Martin Rotsey | 5:35 |
| 2. | Head over Heels | - Hirst - Moginie - Rotsey                               | 4:08 |
| 3. | Dust            | - Peter Garrett - Hirst - Moginie                        | 3:21 |
| 4. | Used and Abused | - Hirst - Moginie                                        | 3:13 |

| 1. | Surfing with a Spoon          | - Garrett - Hirst - Moginie - Rotsey | 5:23 |
| 2. | Run by Night                  | - Hirst - Moginie - Rotsey           | 3:59 |
| 3. | Nothing Lost - Nothing Gained | Moginie                              | 8:31 |

## Composition du groupe
- Peter Garrett – chant
- Rob Hirst – batterie, chœurs
- Andrew James – basse
- Jim Moginie – guitare, claviers
- Martin Rotsey – guitare